# Valpaços
Valpaços ist eine portugiesische Stadt (Cidade) im Norden Portugals mit 4544 Einwohnern (Stand: 30. Juni 2011).

## Geschichte
Der Ort entstand im Zuge der Wiederbesiedlungen nach Abschluss der Reconquista und der Konsolidierung des seit 1139 unabhängigen Königreichs Portugal. Er war zuerst als Paços bekannt und erhielt seinen heutigen Namen im Laufe der Zeit. Vermutlich bedingt durch seine Lage an einer Erhebung, entwickelte sich aus der Bezeichnung Vale do Paço (port. für: Tal von Paço) der heute bekannte Ortsname.
Der Kreis Valpaços entstand 1836, im Zuge der Verwaltungsreformen nach der Liberalen Revolution 1822 und dem folgenden Miguelistenkrieg. Die so neu zusammengefassten Gemeinden mit der neuen Kreisstadt Valpaços gehörten zuvor zum Kreis von Chaves.
Valpaços wurde 1861 zur Vila (Kleinstadt), und 1999 zur Cidade (Stadt) erhoben.

## Verwaltung

### Kreis
Valpaços ist Sitz eines gleichnamigen Kreises (Concelho) im Distrikt Vila Real. Am 19. April 2021 hatte der Kreis 14.701 Einwohner auf einer Fläche von 548,7 km².
Die Nachbarkreise sind (im Uhrzeigersinn im Norden beginnend):
Chaves, Vinhais, Mirandela, Murça sowie Vila Pouca de Aguiar.
Mit der Gebietsreform im September 2013 wurden mehrere Gemeinden zu neuen Gemeinden zusammengefasst, sodass sich die Zahl der Gemeinden von zuvor 31 auf 25 verringerte.
Die folgenden Gemeinden (Freguesias) liegen im Kreis Valpaços:

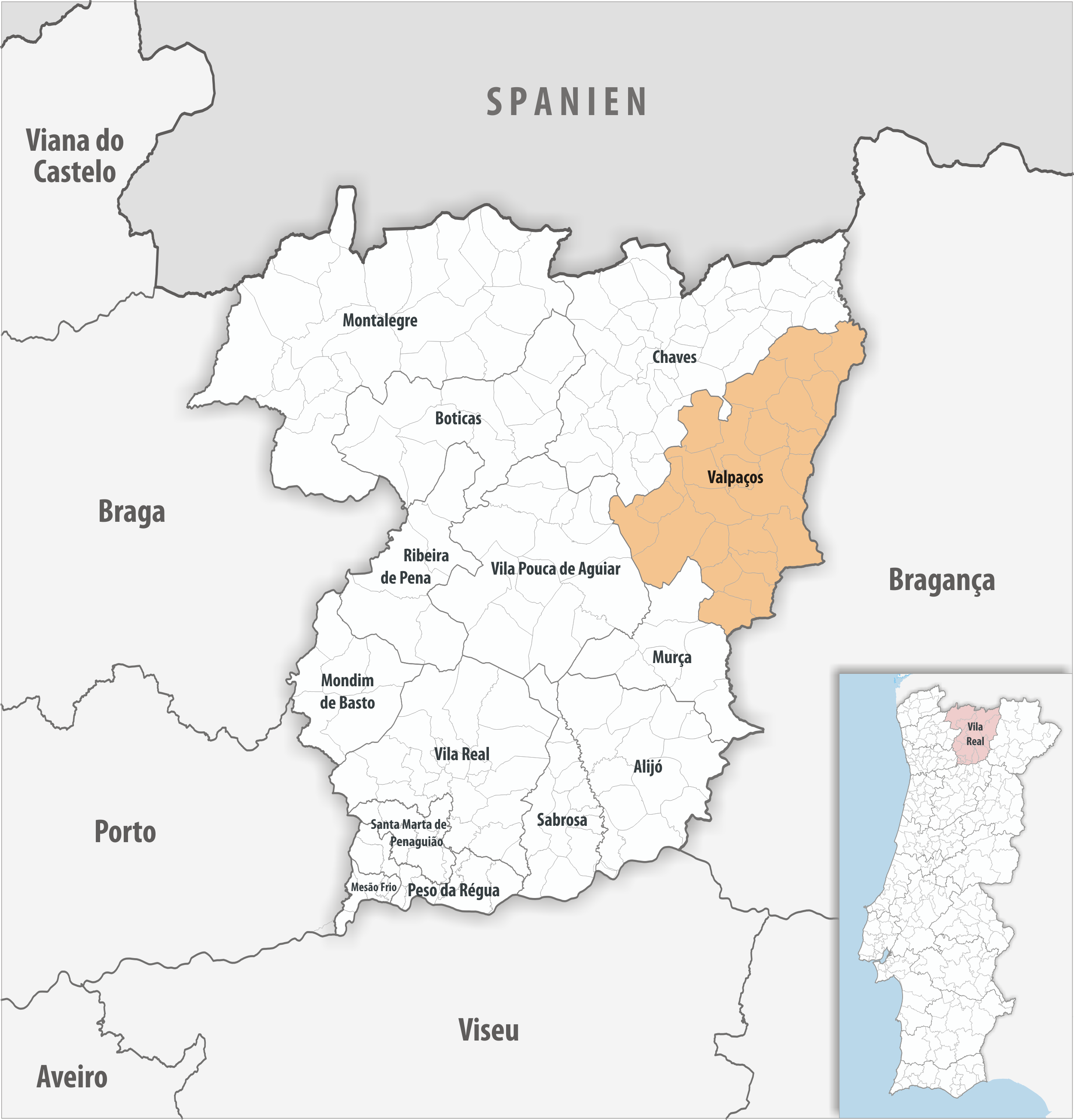
Kreis Valpaços

| Gemeinde                         | Einwohner (2021) | Fläche km² | Dichte Einw./km² | LAU- Code |
| -------------------------------- | ---------------- | ---------- | ---------------- | --------- |
| Água Revés e Crasto              | 275              | 18,99      | 14               | 171201    |
| Algeriz                          | 502              | 20,91      | 24               | 171203    |
| Bouçoães                         | 303              | 25,99      | 12               | 171205    |
| Canaveses                        | 170              | 12,87      | 13               | 171206    |
| Carrazedo de Montenegro e Curros | 1.643            | 49,83      | 33               | 171232    |
| Ervões                           | 534              | 21,85      | 24               | 171209    |
| Fornos do Pinhal                 | 320              | 10,40      | 31               | 171211    |
| Friões                           | 447              | 28,16      | 16               | 171212    |
| Lebução, Fiães e Nozelos         | 548              | 29,71      | 18               | 171233    |
| Padrela e Tazem                  | 277              | 23,12      | 12               | 171215    |
| Possacos                         | 358              | 13,09      | 27               | 171216    |
| Rio Torto                        | 284              | 30,69      | 9                | 171217    |
| Santa Maria de Emeres            | 311              | 16,57      | 19               | 171219    |
| Santa Valha                      | 317              | 27,24      | 12               | 171220    |
| Santiago da Ribeira de Alhariz   | 503              | 21,61      | 23               | 171221    |
| São João da Corveira             | 455              | 15,84      | 29               | 171222    |
| São Pedro de Veiga de Lila       | 243              | 19,38      | 13               | 171223    |
| Serapicos                        | 196              | 7,17       | 27               | 171224    |
| Sonim e Barreiros                | 314              | 17,79      | 18               | 171234    |
| Tinhela e Alvarelhos             | 261              | 28,22      | 9                | 171235    |
| Vales                            | 191              | 22,50      | 8                | 171227    |
| Valpaços e Sanfins               | 4.660            | 39,15      | 119              | 171236    |
| Vassal                           | 395              | 13,14      | 30               | 171229    |
| Veiga de Lila                    | 233              | 14,36      | 16               | 171230    |
| Vilarandelo                      | 961              | 20,16      | 48               | 171231    |
| Kreis Valpaços                   | 14.701           | 548,74     | 27               | 1712      |

### Bevölkerungsentwicklung
| Einwohnerzahl im Kreis Valpaços (1849–2011) | Einwohnerzahl im Kreis Valpaços (1849–2011) | Einwohnerzahl im Kreis Valpaços (1849–2011) | Einwohnerzahl im Kreis Valpaços (1849–2011) | Einwohnerzahl im Kreis Valpaços (1849–2011) | Einwohnerzahl im Kreis Valpaços (1849–2011) | Einwohnerzahl im Kreis Valpaços (1849–2011) | Einwohnerzahl im Kreis Valpaços (1849–2011) | Einwohnerzahl im Kreis Valpaços (1849–2011) |
| ------------------------------------------- | ------------------------------------------- | ------------------------------------------- | ------------------------------------------- | ------------------------------------------- | ------------------------------------------- | ------------------------------------------- | ------------------------------------------- | ------------------------------------------- |
| 1849                                        | 1900                                        | 1930                                        | 1960                                        | 1981                                        | 1991                                        | 2001                                        | 2011                                        |                                             |
| 7437                                        | 25.179                                      | 26.050                                      | 33.984                                      | 26.066                                      | 22.586                                      | 19.512                                      | 16.882                                      |                                             |

### Kommunaler Feiertag
- 6. November

### Städtepartnerschaften
- Bettemburg, Luxembourg
- La Garenne-Colombes, Frankreich
- Maia, Portugal
- Sarlat-la-Canéda, Frankreich (in Anbahnung)[7]

## Söhne und Töchter der Stadt
- Manuel Buíça (1876–1908), Militär und Lehrer, Todesschütze des Attentats auf König D.Carlos
- Carlos Cardoso Lage (* 1944), sozialistischer Europaabgeordneter
- Maria da Assunção Esteves (* 1956), Richterin und Politikerin, seit 2011 Parlamentspräsidentin der Assembleia da República